# Carmelo Hayes
Christian Brigham (1 de agosto de 1994) es un luchador profesional estadounidense. Ahora lucha para la empresa WWE, en la marca Smackdown bajo el nombre de Carmelo Hayes. Fue el Campeón de NXT en su primer reinado. También es conocido por su trabajo en el circuito independiente, en el que fue conocido como Christian Casanova. 
Fue el último Campeón de Peso Crucero de NXT y 2 veces Campeón Norteamericano de NXT, en el que además tiene el reinado combinado más largo.

## Carrera

### Circuito independiente (2014-2021)
El 12 de abril de 2014, Brigham hizo su debut en la lucha libre profesional para la promoción independiente Chaotic Wrestling, siendo derrotado por Mikey Webb. Durante los años siguientes, trabajó para varias promociones, incluida Beyond Wrestling, donde ganó el Torneo Pride of New England for Tomorrow. El 17 de marzo de 2016, Brigham ganó el Chaotic Wrestling New England Championship. 
Casanova ganó el Chaotic Wrestling Tag Team Championship junto a Tripilicious el 16 de marzo de 2018. Un año más tarde el 29 de marzo de 2019, ganó el Campeonato de Peso Pesado de Lucha Caótica por primera vez, y el 30 de agosto, lo ganó por segunda vez, convirtiéndolo así en el Duodécimo Campeón de la Triple Corona en Chaotic Wrestling. El 19 de diciembre de 2020, ganó la Copa Vacationland mientras trabajaba para Limitless Wrestling.

### WWE (2021-presente)

#### NXT (2021-2024)
El 12 de febrero de 2021, Brigham firmó un contrato con WWE y fue asignado al WWE Performance Center. 
Haría su debut en el ring en el episodio del 1 de junio de NXT bajo el nombre de Carmelo Hayes, donde aceptó el desafío abierto de KUSHIDA por el Campeonato de Peso Crucero de NXT, pero fue derrotado. En el episodio del 22 de junio de NXT, Hayes tuvo su segundo combate en NXT, que recuerda al debut de John Cena en Smackdown en 2002 contra Kurt Angle, enfrentándose y luego luchando contra Adam Cole, en un esfuerzo perdido.
El 27 de julio vuelve a participar en NXT para derrotar a Josh Briggs en la primera ronda del Breakout Tournament, con esto logra avanzar a las semifinales donde enfrentara a Duke Hudson, combate el cual ganó, avanzando a las Finales. Derrotó a Odyssey Jones en la Final del Breakout Tournament ganando una oportunidad a cualquier título de NXT de su preferencia en cualquier momento.
En el NXT del 23 de noviembre, derrotó a Johnny Gargano y a Pete Dunne reteniendo el Campeonato Norteamericano de NXT
En New Year's Evil, derrotó a Roderick Strong ganando el Campeonato Peso Crucero de NXT y unificándolo con su Campeonato Norteamericano de NXT, siendo el último Campeón Crucero. En Vengeance Day, derrotó a Cameron Grimes reteniendo el Campeonato Norteamericano de NXT. En Stand & Deliver, se enfrentó a Santos Escobar, Grayson Waller, Solo Sikoa y a Cameron Grimes en un Ladder Match por el Campeonato Norteamericano de NXT, sin embargo perdió, terminando con un reinado de 172 días. En Spring Breakin' se enfrentó a Cameron Grimes y a Solo Sikoa por el Campeonato Norteamericano de NXT, sin embargo perdió. En NXT In Your House, derrotó a Cameron Grimes ganando el Campeonato Norteamericano de NXT por segunda vez. En The Great American Bash, derrotó a Grayson Waller reteniendo el Campeonato Norteamericano de NXT. En Heat Wave, derrotó a  Giovanni Vinci reteniendo el Campeonato Norteamericano de NXT.
Iniciando el 2023, en el NXT del 3 de enero, derrotó a Apollo Crews, después del combate, Axiom los atacó y les aplicó un Dive.
Después de semanas de burlas, el combate entre Hayes & Bron Breakker por el Campeonato de NXT fue confirmado para NXT Stand & Deliver. Con la asistencia de Trick Williams, Hayes derrotó a Breakker el 1 de abril para ganar el Campeonato de NXT en el evento principal de Stand & Deliver. Esto convirtió a Hayes en el primer hombre en tener los campeonatos de América del Norte, peso crucero y el campeonato de NXT.

#### SmackDown (2024–presente)
En el episodio del 26 de abril de 2024 de SmackDown, durante la primera noche del Draft de WWE, Hayes fue ascendido a la antedicha marca.

## Campeonatos y logros
- Beyond Wrestling
  - Pride of New England Tournament for Tomorrow (2019)[5]

- Chaotic Wrestling
  - Chaotic Wrestling Heavyweight Championship (2 veces)[6][7][8][9][10]
  - Chaotic Wrestling New England Championship (1 vez)[11][12][13]
  - Chaotic Wrestling Tag Team Championship (1 vez)[14][15][16]
  -  Twelfth Triple Crown Champion

- Liberty States Pro Wrestling
  - Liberty States Heavyweight Championship (1 vez)[17]

- Limitless Wrestling
  - Limitless Wrestling World Championship (1 vez)[18][19][20]
  - Vacationland Cup (2020)[21]

- Lucky Pro Wrestling
  - LPW Tag Team Championship (1 vez) – con Elia Markopoulos[22][23][24]

- Northeast Championship Wrestling
  - NCW New England Championship (1 vez)[25][26][27]

- Northeast Wrestling
  - NEW Live Championship (1 vez)[28][29][30]

- World Wrestling Entertainment/WWE
  - NXT Championship (1 vez)[3]
  - NXT North American Championship (2 veces)
  - NXT Cruiserweight Championship (1 vez, último)
  - NXT BreakOut Tournament (2021)[31]
  - André the Giant Memorial Battle Royal (Undécimo ganador)

- Pro Wrestling Illustrated
  - Clasificado en el puesto 346 de los 500 mejores luchadores individuales en el PWI 500 en 2020[32]
  - Ranked No. 256 of the top 500 singles wrestlers in the PWI 500 in 2021[33]
  - Ranked No. 77 of the top 500 singles wrestlers in the PWI 500 in 2022[34]
  - Ranked No. 13 of the top 500 singles wrestlers in the PWI 500 in 2023[35]